# 巨乳ドラゴン
『巨乳ドラゴン』（きょにゅうドラゴン）は、三家本礼による日本のホラー漫画作品。および、それを原作とする映画作品『巨乳ドラゴン 温泉ゾンビVSストリッパー5』。

## 概要
- 本作は『ヤングマガジンアッパーズ』（講談社）にて2004年15号から2004年21号に掲載された。単行本は全1巻。作中の残酷な描写が問題となって、掲載誌の版元である講談社では単行本化されず[1]、ぶんか社から単行本が発売された[2]。
- 単行本では全8話の構成になっているが、連載においては全7話（全7回）。第8話の番外編「epiode 0」は単行本収録時に描き下ろされたもので雑誌未掲載。3名の主要登場人物レナ、黒伊、ロックたちの過去のエピソードが語られている（レナは入店の直前、黒伊は高校生時代、ロックは学生時代で服役前と、それぞれ時制は異なる）。
- 本作のゾンビは感染型ゾンビであるが、発生の理由付けは放棄されている。
- 2010年には、本作を原案とする実写映画『巨乳ドラゴン 温泉ゾンビVSストリッパー5』が製作された。

## あらすじ
新黒須市の工場地帯のド真ン中に建つストリップバー『ラブメタル』は、ある夜に突然、後にNOTLD（ナイトオブ・ザ・リビングデッド）事件と呼ばれることになったゾンビ禍に見舞われる。ゾンビに襲われ傷つけられた者は、自らも感染してゾンビとなってしまうのだ。客・従業員たちが次々とゾンビ化する中、ダンサーたちは、ある者は助け合い、ある者はゾンビを利用して出し抜こうと、それぞれに生き残っての脱出に懸命になるが、増え続けるゾンビたちは容赦なくダンサーたちに襲い掛かる。

## 登場人物
丈堂レナ（じょうどう レナ）
本編の主人公。「ラブメタル」の新入り。ウェスタン風ストリッパーでステージ上の設定は「無法者（デスペラード）」となっている。露出癖があるためストリッパーになった。他のダンサーを助けようとして逆に襲われるが、感染を防ぐために取った行為によって、ひとりだけ別の変化があらわれる。
黒伊マリア（くろい マリア）
「ラブメタル」で人気ナンバーワンのゴス系ストリッパー。利己的で性格が悪く、ナンバーワンを嵩にきて他のストリッパーをいびるために嫌われている。NOTLD事件当日にナンバーワンの秘密を暴露されてしまう。自分がゾンビに襲われずにすむ体質であることを知り、ゾンビを利用しようとする。
アイアン・ロック
筋肉マッチョな体に刺青をいれた囚人風ストリッパー。友人が被害にあった猥褻教師に復讐して半死半生にしたために実際に服役経験がある。漢気のある頼もしい性格をしていて戦闘能力も高い。
メッサーラ
軍人風ストリッパー（鉤十字や鉄十字などナチス風のイメージを強調している）。演目はソフトSMで、サドの女王様役。ウィッピング（鞭打ち）やトランプル（踏み付け）など、激しいアクションで責めを行っても、相手の身体に傷を残さないという特技の持ち主。
フリーヅィン
バイカー風ストリッパー。演目は改造バイクによる登場、およびダンス。ダンサーの中では一番初めに犠牲者となった。
梶芽イコ（かじめ イコ）
スーツ姿で仮面をつけ、日本刀を持つストリッパーで体裁としては映画『キル・ビル』に登場する「クレイジー88」と同様のスタイル。ストリッパー歴は半年。
マリリン
ストリッパー。店のサブ・マネージャーを兼任する。ゾンビ化した梶芽に刀で首を切られて死亡。
パオ
中華風ストリッパー。演目はヌンチャクによるダンス。事件当日のポスターにも紹介されている他、オープニングアクトの後の一番手としてステージに出演した。
アンジェラ
ストリッパー。ストリッパー歴は2年。
メイド風ストリッパー
名称は未出。メイド服以外の特徴としては、オープニングアクトにおいて猫耳と尻尾をつけていた（ほかの場面では付けていない）。感染して徐々にゾンビ化したメッサーラに捕食されて死亡。

## 単行本
- 三家本礼 『巨乳ドラゴン』 〈ぶんか社コミックス〉 ぶんか社：A5版
  1. 2005年4月20日初版発行 ISBN 4-8211-8152-5
- 三家本礼 『巨乳ドラゴン』 〈ホラーMコミックス〉 ぶんか社：B6版
  1. 2009年7月17日発売 ISBN 978-4-8211-8840-6

## 映画版「巨乳ドラゴン 温泉ゾンビVSストリッパー5」
漫画を原案として製作し公開されている。ただし、劇場公開用の作品ではなく、セル&レンタル向けのオリジナルビデオ作品。2010年5月15日にシネマート六本木にて特別上映されている。レイティングはR15+。製作クレジットは「巨乳ドラゴン製作委員会」、制作はティーエムシー。
「ストリッパー対ゾンビ」の構図と、主役級のレナおよびマリアの名称とスタイルタイプ（ウエスタンとゴスロリ）以外は、原作の設定に大幅なアレンジを加えており、特に原作で描写のないゾンビ発生の理由として「魂の井戸」・「死者の本」・「青鬼魔王」などを設定し、ほぼ完全なオリジナルストーリーになっている。DVDの特典映像の中で監督の中野は、星影銀子は原作上の3人くらいのキャラを混ぜて設定し、またレナの対ゾンビ武器としてのチェーンソーには拘りがあったと語っている。
2010年第46回シカゴ国際映画祭「アフター・ダーク」部門招待作品。

### ストーリー
寂れた温泉観光地「伊香川温泉」に建つストリップ劇場「パラダイス」は閑古鳥が鳴いており、所属する5人のストリッパーは、温泉旅館の宴会への出張でしのぐ始末だった。あるとき5人は控え室に厳重に施錠された隠し扉があることを発見し、扉を開けて中に入る。扉の向こうには不気味なコレクションと「魂の井戸」があり、コレクションの中に由緒ある魔道書「死者の本」を見つけたゴス・ファンの黒伊マリアは大喜びで書かれていた呪文を唱えてしまう。すると温泉街にゾンビが大挙して発生し、大騒動となってストリッパーたちも巻き込まれてしまう。ゾンビに襲われた仲間を助けつつ、ゾンビたちと戦う丈堂レナと星影銀子は、ゾンビを自分の望みを叶えるために利用しようとするマリアと鬩ぎ合うことになる。レナは絶体絶命の状況に陥るが、地獄から「青鬼魔王」が招来し、何とか事態を収拾するのだった。

### キャスト
- 丈堂レナ：蒼井そら
- 黒伊マリア：桜井まり
- 星影銀子：かすみりさ
- 桜咲ネネ：TAMAYO
- ダーナ：相川イオ
- 権藤：マメ山田
- いか八朗：いか八朗
- 草野イニ
- 吉行由実
- 飯島大介
- 青鬼魔王：鳥肌実

### スタッフ
- 原作：三家本礼「巨乳ドラゴン」（ぶんか社）
- 監督・脚本：中野貴雄
- 製作：矢羽田昭彦・及川次雄
- プロデューサー：三波聖治・西山秀明
- 企画：塩月隆史
- 撮影：吉沢和晃
- 照明：高田賢
- 録音：田代浩由紀
- 美術：佐々木健一
- 特殊メイク：藤原慎二
- ステレオグラファー：渡辺健一
- VFX：鹿角剛司
- 音響効果：金成謙二
- 小道具造形：トムラアツシ
- ゾンビメイクコーディネーター：黒沢寛
- 制作協力：スノビッシュ・プロダクツ
- 制作：株式会社ティーエムシー
- 製作：「巨乳ドラゴン」製作委員会

### ソフト化
セル版のDVDは、パート3D（アナグリフ方式）採用のディレクターズカット版と通常版の2枚組。TMC（ティーエムシー）の「JUNKFILM」レーベルから2010年8月4日に発売。レンタル版は2010年7月7日にレンタル開始。